# Marcin Gorzołka
Marcin Gorzołka (ur. w 1808, zm. 2 lipca 1877 w Borkach Wielkich) – działacz polski ze wsi Borki Wielkie (powiat oleski) koło Olesna na Górnym Śląsku. 
W latach 1839–1842 pełnił urząd sołtysa w rodzinnej wsi. Deputowany do Pruskiego Zgromadzenia Konstytucyjnego w 1848 roku. W latach 1848–1853 był trzykrotnie wybrany posłem do parlamentu w Berlinie, gdzie złożył ponad 100 interpelacji w sprawach swoich wyborców z Oleskiego i Kluczborskiego. Razem z ks. Józefem Szafrankiem był członkiem Koła Polskiego. Zachował się pisany po polsku rękopis Marcina Gorzołki pt. „Conto Buch fűr ein Freigärtner Martin Gorzolka zur Groß Borek 1843 Landtags-Abgeordneter von 1848-1853” – „Księga rachunkowa (kasowa) wolnego zagrodnika Marcina Gorzołki z Borek Wielkich 1843 posła do parlamentu w l. 1848-1853.”